# Harold Hayman
 (septembre 2016).
Si vous disposez d'ouvrages ou d'articles de référence ou si vous connaissez des sites web de qualité traitant du thème abordé ici, merci de compléter l'article en donnant les références utiles à sa vérifiabilité et en les liant à la section « Notes et références ».
Frank Harold Hayman né le 12 décembre 1894 et mort le 4 février 1966, est un homme politique britannique membre du parti travailliste. Élu à la Chambres des communes de 1950 à 1966 en tant que député de la circonscription Falmouth and Camborne.